# Перетворення Тітце
У теорії груп, перетворення Тітце використовуються для перевтілення одного задання групи в інше, часто простіше, задання тієї ж групи. Ці перетворення були названі на честь Генріха Фрідріха Франца Тітце, який вперше ввів їх у своїй праці 1908 року.
Задання групи визначається в термінах породжуючих елементів і співвідношень; формально, це пара з множини породжуючих елементів та множини визначальних співвідношень-слів вільної групи над породжуючими елементами. Перетворення Тітце складаються з елементарних кроків, після кожного з яких отримуємо групу ізоморфну початковій. Ці елементарні кроки можуть розглядатися над породжуючими едементами або визначальними співвідношеннями. Загалом маємо чотири види.

## Додавання визначального співвідношення
Якщо визначальне співвідношення може бути отримане з уже існуючих співвідношень, то дописування такого співвідношення не змінить нашої групи. Нехай G = <х | х 3 = 1> є скінченним заданням циклічної групи порядку 3. Домножуючи х 3 = 1 з обох боків на х 3 отримуємо х 6 = х 3 = 1, отже х 6 = 1, виводиться з х 3 = 1. Тому G = <х | х 3 = 1, х 6 = 1> — це лише інше задання тієї ж групи.

## Виключення визначального співвідношення
Якщо визначальне співвідношення виводиться з інших визначальних співвідношень, можемо безболісно для задання групи його викреслити. Для G = <х | х 3 = 1, х 6 = 1> співвідношення х 6 = 1 може бути отримане з х 3 = 1, тому можемо безпечно викреслювати. Однак, зауважмо, що якщо викреслити х 3 = 1 з множини співвідношень для групи, G = <х | х 6 = 1> визначатиме циклічну групу порядку 6 і не визначатиме тієї ж групи. Тож варто бути обережним, акуратно показуючи, що певне співвідношення дійсно є наслідком інших.

## Додавання породжуючого елемента
Враховуючи задання, маємо право додати породжуючий елемент, який виражається у вигляді слова над попередніми породжуючими. Візьмімо G = <х | х 3 = 1> і покладімо у = х 2. Нове задання G = <х, у | х 3 = 1, у = х 2> визначатиме ту ж групу.

## Виключення породжуючого елемента
Якщо визначальне співвідношення може бути представлене як вираження одного породжуючого елемента через інші, то цей породжуючий елемент можемо виключити. Для цього потрібно всі входження породжуючого елемента замінити на еквівалентні йому слова. Задання 4-групи Клейна як G = <х, у, z | х = yz, у 2 = 1, z 2 = 1, х = х-1> можна замінити на G = <у, z | у 2 = 1, z 2 = 1, (yz) = (yz) -1>, виключивши х.

## Приклади
Нехай G = <х, у | х 3 = 1, у 2 = 1, (х) 2 = 1> є заданням для симетричної-3 групи. Породжуючий елемент х відповідає підставновці (1,2,3), а у (2,3). За допомогою перетворення Тітце це задання можна звести до G = <у, z | (zy) 3 = 1, у 2 = 1, z 2 = 1>, де z відповідає (1,2).
|              |                                         |                                                             |
| G = <х, у    | \| Х 3 = 1, у 2 = 1, (х) 2 = 1>         | (початок)                                                   |
|              |                                         |                                                             |
| G = <х, у, z | \| Х 3 = 1, у 2 = 1, (х) 2 = 1, z = xy> | правило 3: додаємо твірний z                                |
|              |                                         |                                                             |
| G = <х, у, z | \| Х 3 = 1, у 2 = 1, (х) 2 = 1, х = zy> | правила 1 і 2: додаємо x = z -1 у = zy та виключаємо z = xy |
|              |                                         |                                                             |
| G = <у,z     | \| (zy) 3 = 1, у 2 = 1, z 2 = 1>        | правило 4: виключаємо твірний х                             |
|              |                                         |                                                             |